# فونتامارا (فیلم)
فونتامارا (ایتالیایی: Fontamara) یک فیلم درام ایتالیایی به کارگردانی کارلو لیتزانی است که در سال ۱۹۸۰ منتشر شد.
این فیلم بر پایهٔ رمانی به همین نام، اثرِ اینیاتسیو سیلونه ساخته و در رم و دره پلینیا و روکاکازاله تصویربرداری شد.

## خلاصه داستان
در سال ۱۹۲۹ در ناحیهٔ ابروتزو، ساکنان دو روستای کوهستانی به نام «آیِلی» و «فوتامارا» که در نزدیکی کومونه اوتسانو واقع شده است، تحت انقیاد و سلطهٔ نیروهای فاشیست درآمده‌اند. خصومت و سخت‌گیری این صاحب‌منصبانِ فئودال چنان است، که حتی به مردم اجازه نمی‌دهند آذوقه و مایحتاج اولیه و لازم را برای زمستان سردی که در پیش روست، تهیه کنند. در این بین، «برناردو»، شاهد تجاوز یک افسر به مادرش است و پس از این ماجرا، مجبور به ترک محل زندگی و عزیمت به رم می‌شود و با قلبی آکنده از کینه و انتقام، روستا را به همراه «آنتونیو» ترک می‌کند. ۱۰ سال می‌گذرد و او که اینک جوانی رشید و قوی با عقاید کمونیستی است، تصمیم دارد به روستا بازگردد؛ اما متوجه می‌شود که مردم منطقه، تحت ستمِ همان آدم‌های ستمکار و منفعت‌طلب هستند. او طیِ ملاقاتی که با یک مبارز و مخالفِ دولت در یک رستوران دارد، توسط پلیس دستگیر شده و تحت شکنجه شدید، کشته می‌شود. سپس از «آنتونیو» اقرار و امضا می‌گیرند که علت مرگِ «برناردو»، خودکشی بوده‌است و پس از این اقرار ساختگی، به او اجازه می‌دهند که به فونتامارا باز گردد.

## بازیگران
- میکله پلاچیدو در نقش «برناردو ویولا»
- آیدا دی بندتو در نقش «ماریا روزا»
- ایما پیرو در نقش «گراتزیا»
- آنتونلا مورجا در نقش «اِلویرا»
- دینو سارتی
- چیچیو بوزاکا
- فرانکو یاوارونه
- آرماندو باندینی